# Автомобильный двигатель
Автомобильный двигатель — двигатель, который преобразует энергию какого-либо рода в механическую работу, необходимую для приведения автомобиля в движение.
Наиболее распространённым типом автомобильного двигателя является поршневой двигатель внутреннего сгорания (ДВС). Этот двигатель может быть карбюраторным или инжекторным. 

Питаться может различным автомобильным топливом: бензин, дизельное топливо, сжиженный нефтяной или сжатый природный газ. 
Кроме ДВС, на автомобилях могут быть установлены двигатель Стирлинга или роторно-поршневой двигатель Ванкеля; 
также двигатели, использующие энергию предварительно раскрученного маховика, энергию находящегося под высоким давлением газа (см. воздухомобиль), паровые двигатели (см. паромобиль), электродвигатели (см. электромобиль).
На гибридных автомобилях силовая установка комбинированная.

## Производители автомобильных двигателей
- Список производителей автомобильных двигателей (см. двигателестроение)